# Polygaster ivu
Polygaster ivu là một loài ruồi trong họ Tachinidae.